# Infantazgo de Covarrubias

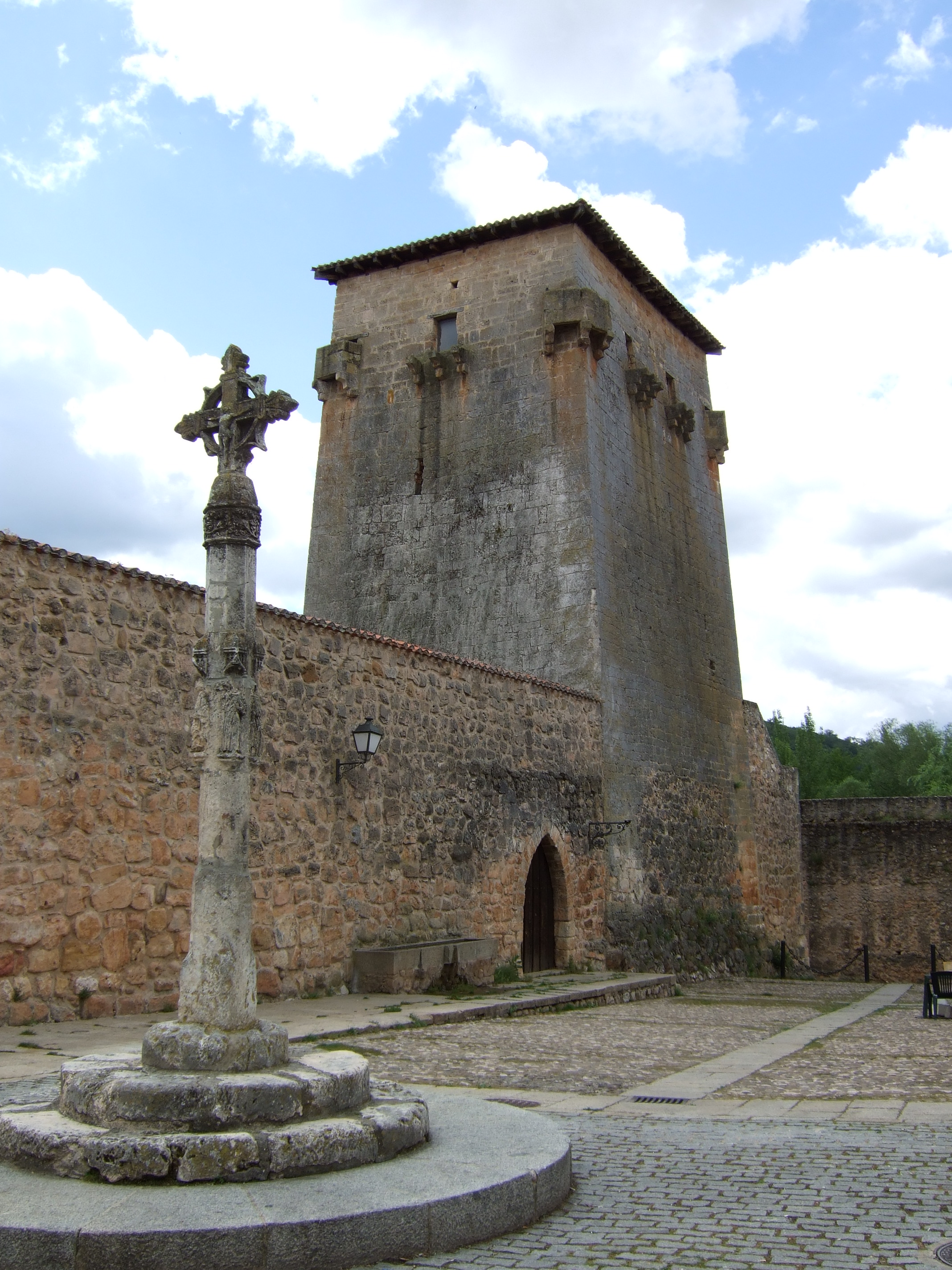
Torreón de Fernán González.

El Infantado o Infantazgo de Covarrubias fue un patrimonio vinculado a una entidad monástica (monasterio de los Santos Cosme y Damián), bajo el patronato de los condes de Castilla, que constituía una especie de dote que podía asignarse en el futuro a cualquiera de las infantas o hijas de los condes que no contrajeran matrimonio. El 7 de septiembre de 972 el conde García Fernández de Castilla y su mujer Ava de Ribagorza decidieron establecer en Covarrubias el centro de un gran señorío eclesiástico con el que dotaron a su hija Urraca García, que fue desde ese instante la primera abadesa.

## Carta fundacional
El gran calígrafo Florencio de Valeránica escribió la carta fundacional en bellas letras cursivo-mayúsculas negras y rojas. de ella sacaron dos copias: una para el archivo condal, otra para guardarse en la nueva fundación

«....A la infanta Urraca se hace dueña del lugar de Covarrubias, con todos sus términos, y a él se añade un número inacabable de propiedades con prerrogativas de orden eclesiástico, derechos civiles, pozos de sal, dehesas de pasto, derechos de mercado, vasallos y tierras derramadas por toda la extensión del condado; sesenta villas, con jurisdicción civil y potestad señorial; otras tantas iglesias, con sus rentas y emolumentos eclesiásticos; veinte monasterios, situados en tierras de Burgos, Palencia, Santander y Álava: en Lerma, en Tabladillo, en Lara, en la misma ciudad de Burgos, en Ubierna, en Oca, en Villadiego, en Cabuérniga, en Reinosa, en Aguilar de Campoó; en Añana, en Losa y en lo que entonces se llamaba Castilla la Vieja, es decir la región de Villarcayo y Valdivielso. Todo esto se lo da García a su hija con toda suerte de derechos señoriales, con su sayón propio, para que pueda reivindicarlo y poblarlo y poseerlo libre de pechos fiscales por cualquier clase de crimen, conforme lo poseyó hasta entonces  la sede real . ..»

Los condes llevaban ya largo tiempo planeando una fundación en Covarrubias, pues seis años antes, el 7 de septiembre de 972, habían adquirido para el patrimonio condal mediante un trueque el lugar de Covarrubias con su término y el monasterio de San Cosme y San Damián en él ubicado, lugar y monasterio que hasta ese momento eran propiedad del monasterio de San Pedro de Arlanza, a cambio de la entrega de tres pequeñas villas a este cenobio, sitas en las riberas del Arlanza, aguas abajo de Covarrubias.

## Ceremonia de fundación
El 24 de noviembre del año 978 tiene lugar la fundación. El acto consiste en la entrega de su hija Urraca a la profesión religiosa. Una vez formalizada la profesión, proceden los condes a donar a su hija la misma villa de Covarrubias con su término:

«....Con la familia real de Pamplona y la condal de Castilla suscriben el diploma nada menos que un obispo, treinta y dos magnates, once abades, cinco prebíteros y veintiún eremitas, que suponemos se trate de los monjes del monasterio de los santos Cosme y Damián por esas fechas . ..»

Este día gozoso, equivalente a la boda de una hija,  en medio de un paréntesis tenso en espera de la tormenta que podía venir en cualquier momento de Córdoba.

## Patrimonio
Un conjunto de 48 villas, 22 monasterios, la mitad de un pozo de sal en Poza de la Sal, solares poblados y sin poblar y en Añana veinte eras de sal.

## Descripción en el libroBecerro de las Behetrías de Castilla
En la  Merindad menor de Can de Muñó, Meryndat de Candemunno figura la villa de  Cueuas Ruuias : Este lugar es del Rey que lo da al abat de Cueuas Ruuias, su Infantazgo lo formaban entonces estos  7 lugares: Varrio de Mezorex, Ruyales, Puente Dura, Cobos, Vasconçiellos, Retuerta y  Barbadiel del Pez.